# Мјели (Казерта)
Мјели је насеље у Италији у округу Казерта, региону Кампанија.
Према процени из 2011. у насељу је живело 70 становника. Насеље се налази на надморској висини од 319 м.